# 1994 en Colombie-Britannique
Chronologie de la Colombie-Britannique
- 1990
- 1991
- 1992
- 1993
- 1994
- 1995
- 1996
- 1997
- 1998

Cette page concerne des événements qui se sont produits durant l'année 1994 dans la province canadienne de Colombie-Britannique.

## Politique
- Premier ministre : Michael Harcourt
- Chef de l'Opposition : Fred Gingell du Parti libéral de la Colombie-Britannique puis Gordon Campbell du Parti libéral de la Colombie-Britannique
- Lieutenant-gouverneur : David Lam
- Législature :

## Événements
- Mise en service :
  - à Surrey de la  Gateway SkyTrain Station , station de l' Expo Line du SkyTrain de Vancouver[1].
  - à Surrey de la King George SkyTrain Station, station de l' Expo Line du SkyTrain de Vancouver[2].
  - à Surrey de la  Surrey Central SkyTrain Station , station de l' Expo Line du SkyTrain de Vancouver[3].
- Du 18 au 28 août : jeux du Commonwealth à Victoria.

## Naissances

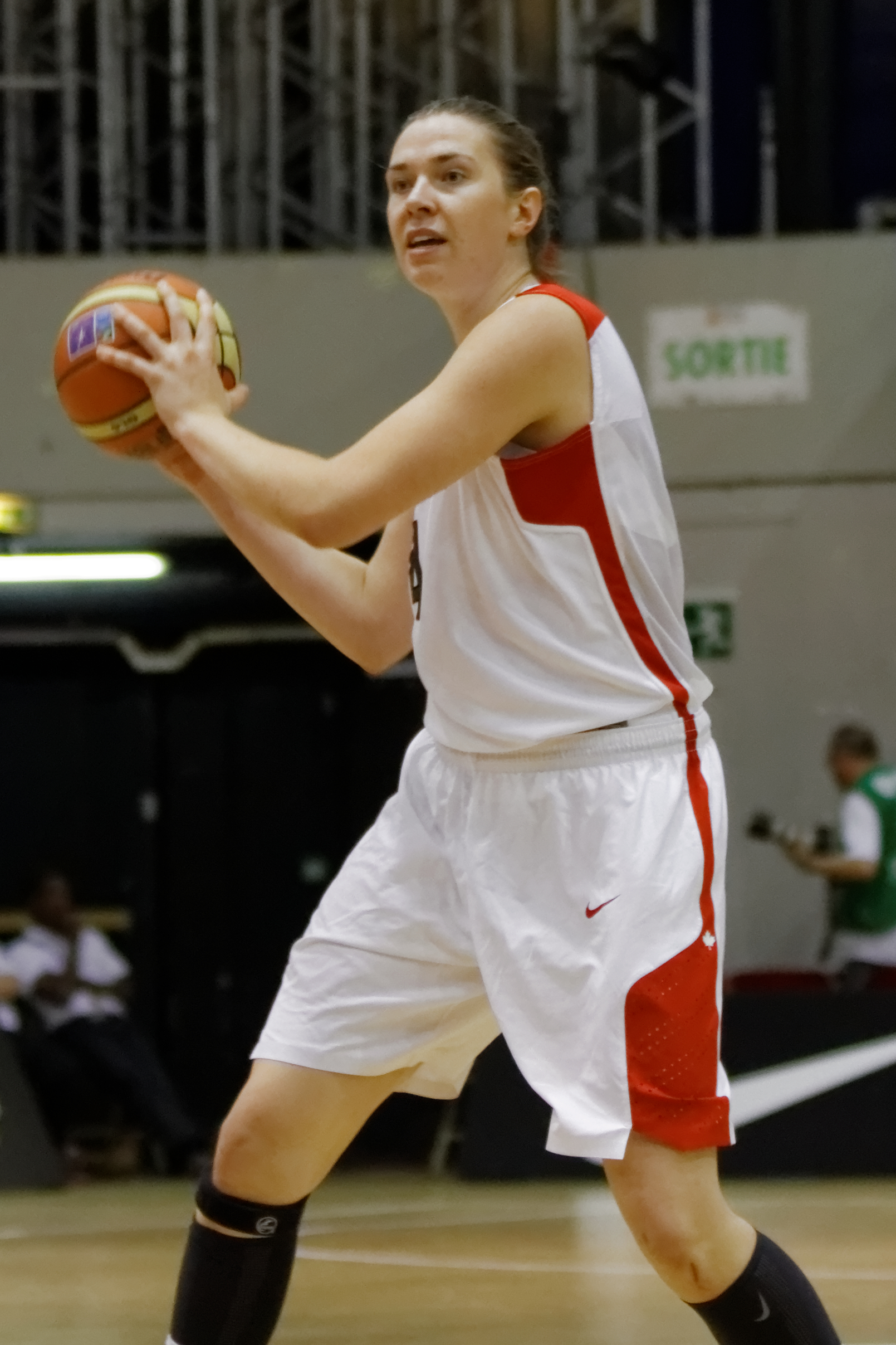
Ruth Hamblin.

- 21 février à Abbotsford : Devon Toews, joueur canadien de hockey sur glace. Il évolue au poste de défenseur[4].
- 19 mars à Prince George (Colombie-Britannique) : Sarah Beaudry biathlète.
- 30 avril à Courtenay : Nigel Ellsay, coureur cycliste canadien.
- 24 juin à Smithers: Ruth Hamblin, joueuse de basket-ball canadienne.